# Мікошево
Мікошево (пол. Mikoszewo) — село в Польщі, у гміні Стеґна Новодворського повіту Поморського воєводства.
Населення — 744 особи (2011).
У 1975-1998 роках село належало до Ельблонзького воєводства.

## Демографія
Демографічна структура станом на 31 березня 2011 року:
|          | Загалом | Допрацездатний вік | Працездатний вік | Постпрацездатний вік |
| -------- | ------- | ------------------ | ---------------- | -------------------- |
| Чоловіки | 360     | 69                 | 262              | 29                   |
| Жінки    | 384     | 76                 | 233              | 75                   |
| Разом    | 744     | 145                | 495              | 104                  |